# São Vicente e Ventosa
São Vicente e Ventosa es una freguesia portuguesa del municipio de Elvas (distrito de Portalegre), con 101,53 km² de superficie y 1363 habitantes (2009). Su densidad de población es de 11,8 hab/km².

## Demografía
| 1991 | 2001 | 2004  | 2008  |
| 541  | 982  | 1.058 | 1.318 |